# Hans Georg von Mackensen
Hans Georg von Mackensen (Berlino, 26 gennaio 1883 – Costanza, 28 settembre 1947) è stato un politico, ambasciatore e generale tedesco.

## Biografia
Mackensen nacque in una famosa famiglia militare. Suo padre era il feldmaresciallo August von Mackensen, suo fratello il generale Eberhard von Mackensen. Hans Georg fu educato da bambino con il principe Augusto Guglielmo di Prussia nel 1902 ed iniziò la carriera di ufficiale nel 1. Garde-Regiment zu Fuß. La formazione durò fino al 1907, ma contemporaneamente studiò legge.
Durante la prima guerra mondiale Mackensen fu l'aiutante personale del principe Augusto Guglielmo, e successivamente capitano.
Dopo la guerra fu attivo presso il Ministero della Giustizia prussiano fino a quando fu nominato nel maggio 1919 al Ministero degli Esteri. In tale veste fu da settembre 1923 Consigliere a Roma (presso il Quirinale), e dall'agosto 1926 all'aprile 1929 a Bruxelles. Il 10 agosto 1926 sposò a Leinfelden la baronessa Winifred Helene von Neurath, la figlia dell'ex Ministro degli Esteri Konstantin Freiherr von Neurath. Nel luglio 1931, von Mackensen fu trasferito all'ambasciata di Madrid.
Nel maggio 1933 aderì al partito nazista. Dal dicembre 1933 fino a 15 aprile 1937 prestò servizio come ambasciatore a Budapest, e alla fine del 1936 è stato nominato come successore di Bernhard Wilhelm von Bulow a ministro degli Esteri. Dopo esser stato sostituito nel suo incarico dal suocero Konstantin Freiherr von Neurath il 4 febbraio 1938, Mackensen fu il nuovo ambasciatore a Roma al posto di Ulrich von Hassell, allontanato a causa della sua critica alla politica italiana. Il 30 gennaio 1942, ricevette il grado di SS-Gruppenführer.
Nel suo nuovo incarico si adoperò per una rapida destituzione di Benito Mussolini, ma non secondo quanto intendeva Hitler. Di conseguenza, dopo un colloquio con quest'ultimo, avvenuto il 4 ottobre 1943, rassegnò le dimissioni dal suo incarico. Rimase tuttavia generale delle SS ed in questa veste assistette al primo dei discorsi di Posen del 4 ottobre 1943, tenuto in quella città per la prima  volta da Heinrich Himmler.
Nel maggio del 1945 venne catturato dai francesi e tenuto come prigioniero di guerra fino all'aprile del 1946. Morì un anno dopo la sua liberazione.